# Vladimir Jon Cubrt
Vladimir Jon Cubrt (* in Hamilton, Ontario) ist ein kanadischer Filmschauspieler.

## Biografie
Cubrt wurde an der Etobicoke-Theaterschule und der Ryerson-Theaterschule ausgebildet. Er startete 1995 bei einer Episode der Serie The Hardy Boys. Es folgten Einsätze überwiegend in Fernsehfilmen und Serien. Ab 2013 spielte er als „Garret Jacob Hobbs“ in der Psychothriller-Serie Hannibal mit.
Mit dem Drama Luba schrieb und produzierte er 2018 einen eigenen Spielfilm, bei dem er selbst mitspielte. Dieser wurde beim Canadian Film Fest mit dem Publikumspreis ausgezeichnet. Insgesamt wirkte er in 40 Produktionen mit.

## Filmografie (Auswahl)
- 1995: The Hardy Boys (Fernsehserie, eine Folge)
- 1996: Immer näher kommt der Tod (Closer and Closer)
- 2002–2003: Odyssey 5 (Fernsehserie, 4 Folgen)
- 2005: Heirat mit Hindernissen (Confessions of an American Bride)
- 2011: Against the Wall (Fernsehserie, eine Folge)
- 2012: Nikita (Fernsehserie, eine Folge)
- 2013: Beauty and the Beast (Fernsehserie, eine Folge)
- 2013–2015: Hannibal (Fernsehserie, 10 Folgen)
- 2015: Swept Under
- 2016: Designated Survivor (Fernsehserie, eine Folge)
- 2017: Kodachrome
- 2018: Luba
- 2018: Die Stockholm Story – Geliebte Geisel (Stockholm)